# Estadio El Teniente
Estadio El Teniente är en fotbollsarena i staden Rancagua söder om Santiago i Chile. Arenan används som fotbollsklubben O'Higgin's hemmaarena. Arenan stod klar 1947 och har plats för omkring 14 450 åskådare. Under Fotbolls-VM 1962 spelades totalt sju matcher på arenan, alla matcher i grupp 4 samt en kvartsfinal mellan Tjeckoslovakien och Ungern. I och med att arenan skall vara en av värdplatserna för Copa América 2015 undgår arenan renovering från februari 2013 till och med början av 2014. Efter renoveringen kommer arenan ha plats för ungefär 15 000 åskådare. 